# Pål Haugen Lillefosse
Pål Haugen Lillefosse (ur. 4 czerwca 2001) – norweski lekkoatleta specjalizujący się w skoku o tyczce, ale odnoszący początkowo także znaczące sukcesy w biegach sprinterskich.
W rywalizacji tyczkarzy triumfował w 2017 roku podczas olimpijskiego festiwalu młodzieży Europy. Rok później zdobył złoty medal w skoku o tyczce oraz brązowy w biegu na dystansie 100 metrów podczas mistrzostw Europy juniorów młodszych. W 2019 roku został mistrzem Europy juniorów w skoku o tyczce.
Jego dotychczas największym osiągnięciem jest zdobycie brązowego medalu podczas Mistrzostw Europy w Lekkoatletyce 2022 w Monachium.
Medalista mistrzostw krajów nordyckich.
Rekordy życiowe: skok o tyczce: stadion – 5,86 (25 czerwca 2022, Stjørdal); hala – 5,83 (13 lutego 2022, Uppsala). Obydwa rezultaty Lillefosse były rekordami Norwegii.

## Osiągnięcia
| Rok  | Impreza                                 | Miejsce   | Konkurencja       | Pozycja           | Wynik   |
| ---- | --------------------------------------- | --------- | ----------------- | ----------------- | ------- |
| 2017 | Olimpijski festiwal młodzieży Europy    | Győr      | skok o tyczce     | 1. miejsce        | 5,00    |
| 2018 | Mistrzostwa Europy juniorów młodszych   | Győr      | skok o tyczce     | 1. miejsce        | 5,46    |
| 2018 | Mistrzostwa Europy juniorów młodszych   | Győr      | bieg na 100 m     | 3. miejsce        | 10,72   |
| 2018 | Mistrzostwa Europy juniorów młodszych   | Győr      | sztafeta szwedzka | el. – 11. miejsce | 1:59,58 |
| 2019 | Mistrzostwa Europy juniorów             | Borås     | skok o tyczce     | 1. miejsce        | 5,41    |
| 2021 | Młodzieżowe mistrzostwa Europy          | Tallinn   | skok o tyczce     | 5. miejsce        | 5,60    |
| 2022 | Halowe mistrzostwa świata               | Belgrad   | skok o tyczce     | 10. miejsce       | 5,60    |
| 2022 | Mistrzostwa świata                      | Eugene    | skok o tyczce     | 9. miejsce        | 5,80    |
| 2022 | Mistrzostwa Europy                      | Monachium | skok o tyczce     | 3. miejsce        | 5,75    |
| 2023 | Halowe mistrzostwa Europy               | Stambuł   | skok o tyczce     | 6. miejsce        | 5,60    |
| 2023 | I dywizja drużynowych mistrzostw Europy | Chorzów   | skok o tyczce     | 8. miejsce        | 5,65    |
| 2023 | Młodzieżowe mistrzostwa Europy          | Espoo     | skok o tyczce     | 3. miejsce        | 5,66    |
| 2023 | Mistrzostwa świata                      | Budapeszt | skok o tyczce     | el. –             | NM      |
| 2024 | Mistrzostwa Europy                      | Rzym      | skok o tyczce     | el. –             | DNS     |
| 2024 | Igrzyska olimpijskie                    | Paryż     | skok o tyczce     | el. –             | DNS     |